# Фунт Фолклендских островов
Фунт Фолклендских островов (англ. Falkland Islands pound) — денежная единица британской заморской территории Фолклендские острова.

## История
Выпуск банкнот в фолклендских фунтах начат правительством островов в 1899 году. В 1974 году начат выпуск фолклендских монет. Установлено твёрдое соотношение: фолклендский фунт = фунту стерлингов. Законным платёжным средством на территории островов являются также монеты Великобритании. Банкноты Банка Англии, шотландских и североирландских банков формально не являются законным платёжным средством, но при этом они находятся в обращении.
Первоначально фолклендский фунт, как и фунт стерлингов, был равен 20 шиллингам и 240 пенсам, с 14 февраля 1971 года — 100 пенсам.

## Режим валютного курса
Курс фолклендского фунта привязан к фунту стерлингов в соотношении 1:1.